# Acanthinus ornatus
Acanthinus ornatus là một loài bọ cánh cứng trong họ Anthicidae. Loài này được Heberdey miêu tả khoa học năm 1937.